# Phlegmariurus crassus
Phlegmariurus crassus är en lummerväxtart som först beskrevs av Alexander von Humboldt, Aimé Bonpland och Carl Ludwig von Willdenow, och fick sitt nu gällande namn av B. Øllg. Phlegmariurus crassus ingår i släktet Phlegmariurus och familjen lummerväxter.

## Underarter
Arten delas in i följande underarter:
- P. c. gelidus
- P. c. manus-diaboli